# Annecy-le-Vieux
Annecy-le-Vieux korábbi község (település) Franciaországban, Haute-Savoie megyében. 2017. január 1-jén további négy községgel együtt Annecyhez csatolták és az így létrejött Annecy új község része lett.
Lakosainak száma 21 390 fő (2018. január 1.). Annecy-le-Vieux Alex, Annecy, Argonay, Dingy-Saint-Clair, Metz-Tessy, Meythet, Nâves-Parmelan, Pringy, Veyrier-du-Lac és Villaz községekkel határos.

## Népesség
A település népességének változása:
| Lakosok száma | 20 166 | 19 990 | 20 866 | 21 390 |
|               | 2013   | 2015   | 2017   | 2018   |